# Nanszjungozaur
Nansziungozaur (Nanshiungosaurus) – teropod z rodziny terizinozaurów (Therizinosauridae).
Żył w epoce późnej kredy (ok. 83-71 mln lat temu) na terenach Azji. Długość ciała ok. 4 m, wysokość ok. 1,7 m, masa ok. 200 kg. Jego szczątki znaleziono w Chinach.
Gatunki nansziungozaura:
- Nanshiungosaurus brevispinus (Dong, 1979)
- Nanshiungosaurus bohlini (Dong & You, 1997)